# Ennis Esmer
Ennis Esmer (IPA: [eˈnis esˈmeːɾ]) (Ankara, 29 dicembre 1978) è un attore canadese di origine turca.

## Biografia
Emigrato con la famiglia in Canada nel 1981, quando non aveva che tre anni d'età, è cresciuto a Toronto; è salito alla ribalta come ospite di Toronto1 al varietà The Toronto Show nel 2003. Uno dei suoi ruoli più famosi è quello di Rich Dot Com nella serie televisiva Blindspot, ma ha avuto ruoli anche in serie televisive come The Listener, Covert Affairs, Billable Hours, The L.A. Complex e Private Eyes, oltre al film Young People Fucking.

## Filmografia parziale

### Cinema
- Contratto d'amore (How to Deal), regia di Clare Kilner (2003)
- Young People Fucking, regia di Martin Gero (2008)
- The Rocker - Il batterista nudo (The Rocker), regia di Peter Cattaneo (2008)
- Sex After Kids, regia di Jeremy Lalonde (2013)
- How to Plan an Orgy in a Small Town, regia di Jeremy Lalonde (2015)
- Clara, regia di Akash Sherman (2018)
- The Go-Getters, regia di Jeremy Lalonde (2018)

### Televisione
- Una canzone per le Cheetah Girls (The Cheetah Girls) – film TV, regia di Oz Scott (2003)
- Billable Hours – serie TV, 26 episodi (2006-2008)
- The Listener – serie TV, 64 episodi (2009-2014)
- I misteri di Murdoch (Murdoch Mysteries) – serie TV, episodio 3x12 (2010)
- Covert Affairs – serie TV, 4 episodi (2010-2011)
- The L.A. Complex – serie TV, 16 episodi (2012)
- Red Oaks – serie TV, 25 episodi (2014-2017)
- Dark Matter – serie TV, 5 episodi (2015-2017)
- Blindspot – serie TV, 47 episodi (2015-2020)
- Private Eyes – serie TV (2016-2021)
- You Me Her – serie TV, 35 episodi (2016-2020)
- The Flash – serie TV, 4 episodi (2021)
- The Madness – serie TV, 8 episodi (2024)

## Doppiatori italiani
Nelle versioni in italiano delle opere in cui ha recitato, Ennis Esmer è stato doppiato da:
- Daniele Raffaeli in Una canzone per le Cheetah Girls
- Gianluca Crisafi in Young People Fucking
- Roberto Gammino in Blindspot
- Alessandro Campaiola in Blindspot (Rich da giovane, ep. 2x14)
- Riccardo Scarafoni in Private Eyes
- Francesco Sechi in You Me Her
- Pasquale Anselmo in The Flash
- Francesco Venditti in The Madness